# Гудгора
«Гудгора» — пятый и последний музыкальный альбом, записанный рок-группой «Ю-Питер». Альбом вышел 24 февраля 2015 года. На все песни в альбоме были сняты клипы.
7 ноября на «Нашем радио» в программе «Чартова дюжина» состоялась премьера сингла «Гудгора» из этого альбома.
30 сентября 2016 года в Санкт-Петербурге был снят концерт «Гудгора».
3 июля 2017 года, уже после распада «Ю-Питера», Бутусов представил совместный с пианисткой Екатериной Мечетиной концерт-спектакль «Пробуждённая радость» в которой вошли новые версии песен «Чёрная птица — белые крылья», «Всё, что нужно» и «Сияемый».

## Список композиций
Музыка и слова: Вячеслав Бутусов
| №   | Название                      | Длительность |
| --- | ----------------------------- | ------------ |
| 1.  | «Потоп»                       | 5:13         |
| 2.  | «Девочка-панк»                | 3:02         |
| 3.  | «Чёрная птица - белые крылья» | 3:27         |
| 4.  | «Гудгора»                     | 4:04         |
| 5.  | «Иду к тебе»                  | 3:32         |
| 6.  | «Возьми меня с собой»         | 4:31         |
| 7.  | «Всё, что нужно»              | 5:03         |
| 8.  | «Пусть будет так»             | 3:38         |
| 9.  | «Прощай, мой друг»            | 4:41         |
| 10. | «Сияемый»                     | 5:01         |
| 11. | «Река небесная»               | 2:05         |
| 12. | «Юпитериада»                  | 3:37         |
| 13. | «Апокалиптическая»            | 4:22         |

## Концертное видео
3 декабря 2015 года в Санкт-Петербурге был снят концерт «Гудгора». Телевизионный показ концерта состоялся 30 сентября 2016 года. По сравнению с альбомом список композиций значительно расширен.
Треклист
1. Апокалиптическая
2. Возьми меня с собой
3. Чёрная птица-белые крылья
4. Одинокая птица
5. Гудгора
6. Иду к тебе
7. Пусть будет так
8. Сердце камня
9. Прогулки по воде
10. Сияемый
11. Прощай, мой друг
12. Юпитериада
13. Крылья
14. Зверь
15. Дыхание
16. Хлоп, хлоп
17. Скованные одной цепью
18. Я хочу быть с тобой
19. Прощальное письмо

## Участники записи
Ю-Питер
- Вячеслав Бутусов — вокал, 12-ти струнная акустическая гитара
- Юрий Каспарян — гитары
- Алексей Андреев — бас-гитара, гитара, клавишные
- Евгений Кулаков — ударные

Приглашенные музыканты
- Юлия Худякова — бэк-вокал (кроме 8);
- Сергей Егоров — перкуссия (кроме 1);
- Вадим Сергеев — гитара (4, 11);
- Наталья Назарова — виолончель (3, 6, 9, 10, 13);
- Гульнара Наумова — скрипка (3, 6, 9, 10, 13);
- Максим Иванов — альт, скрипка (3, 6, 9, 10, 13);